# Circuit intégré 7401

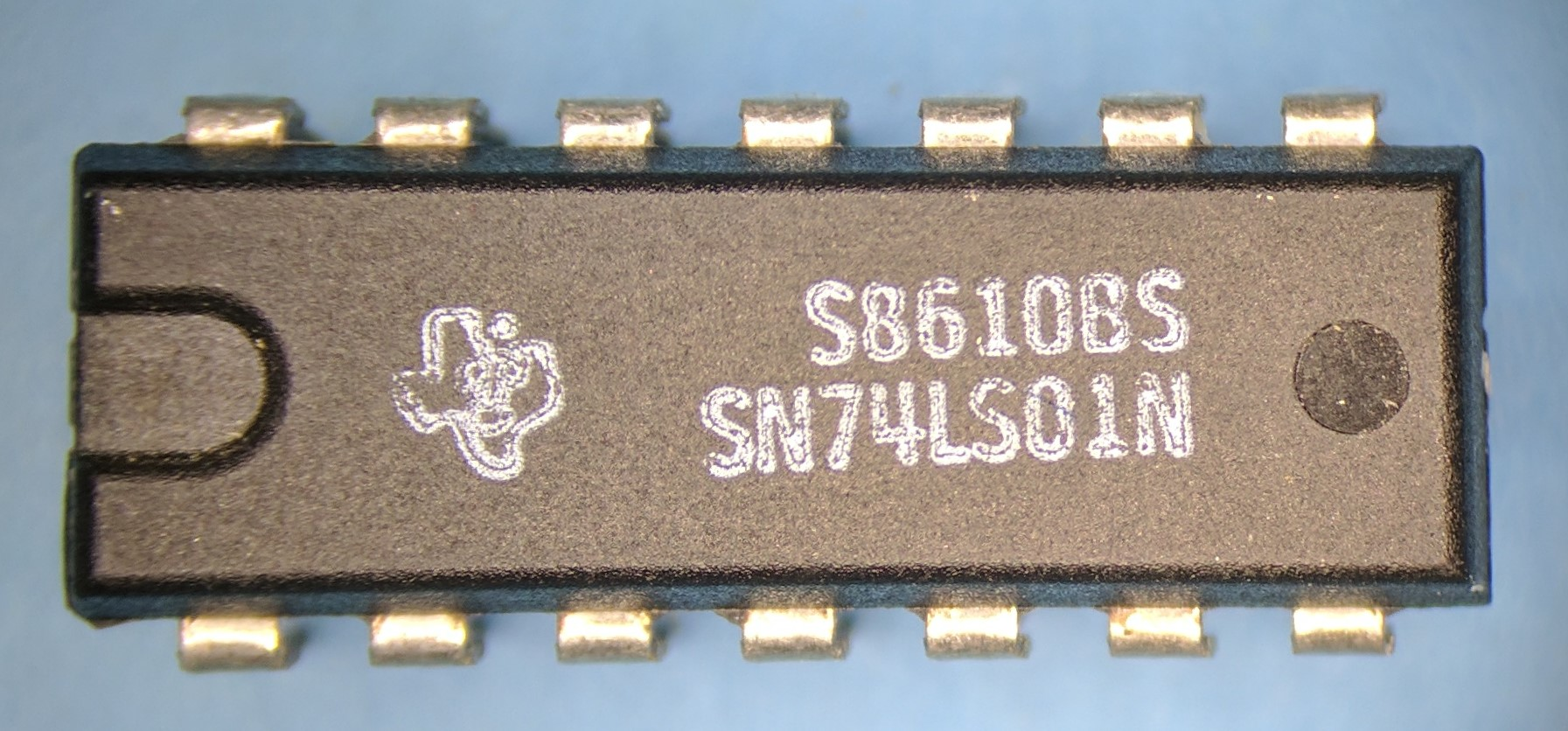
Circuit intégré 7401 (Texas Instruments SN74LS01N)

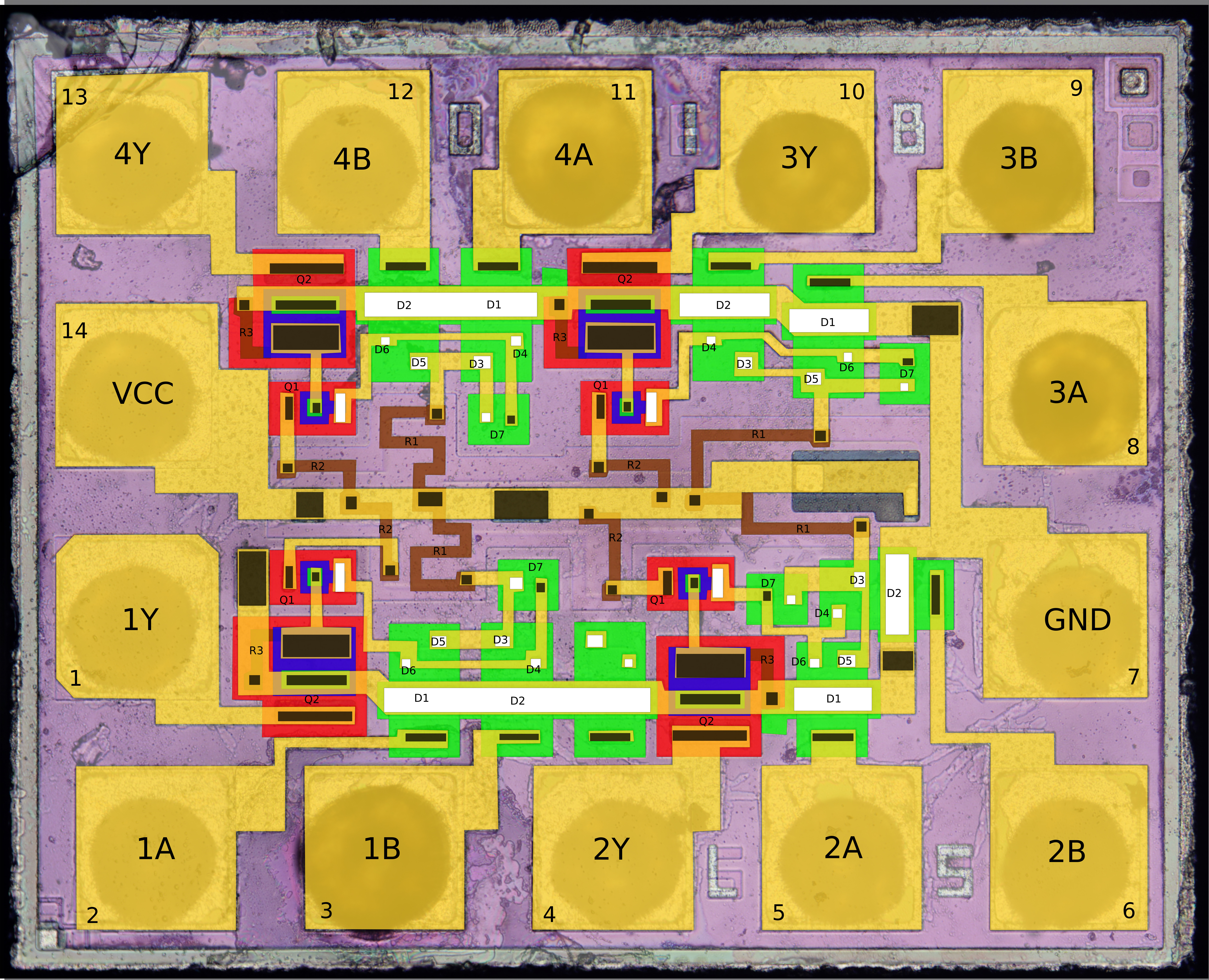
Die d'un 74LS01

Le circuit intégré 7401 fait partie de la série des circuits intégrés 7400 utilisant la technique TTL.

Ce circuit est composé de quatre portes logiques indépendantes NON-ET à deux entrées possédant chacune une sortie à collecteur ouvert.

## Brochage

Brochage de 7401[1], 74LS01[1] et 74ALS01[2]
Brochage de 74H01[1]